# El Ma Labiodh
El Ma Labiodh là một đô thị thuộc tỉnh Tébessa, Algérie. Dân số thời điểm năm 2002 là 9.917 người.